# Svjetsko prvenstvo u plivanju 1975.
Svjetsko prvenstvo u plivanju 1975. održano je od 19. do 27. srpnja 1975. godine u kolumbijskom gradu Caliju kao jedan od sastavnih dijelova II. svjetskog prvenstva u vodenim sportovima.

## Pojedinačna natjecanja

### Slobodni stil

#### 100 m slobodno
| Mjesto | Država | Plivač         | Vrijeme |
| ------ | ------ | -------------- | ------- |
| 1.     | SAD    | Andy Coan      |         |
| 2.     | SSSR   | Wladimir Bure  |         |
| 3.     | SAD    | Jim Montgomery |         |

| Mjesto | Država                         | Plivačica         | Vrijeme (s) |
| ------ | ------------------------------ | ----------------- | ----------- |
| 1.     | Njemačka Demokratska Republika | Kornelia Ender    |             |
| 2.     | SAD                            | Shirley Babashoff |             |
| 3.     | Nizozemska                     | Enith Brigitha    |             |

#### 200 m slobodno
| Mjesto | Država                 | Plivač         | Vrijeme (min) |
| ------ | ---------------------- | -------------- | ------------- |
| 1.     | SAD                    | Tim Shaw       |               |
| 2.     | SAD                    | Bruce Furniss  |               |
| 3.     | Ujedinjeno Kraljevstvo | Brian Brinkley |               |

| Mjesto | Država                         | Plivačica         | Vrijeme (min) |
| ------ | ------------------------------ | ----------------- | ------------- |
| 1.     | SAD                            | Shirley Babashoff |               |
| 2.     | Njemačka Demokratska Republika | Kormelia Ender    |               |
| 3.     | Nizozemska                     | Enith Brigitha    |               |

#### 400 m slobodno
| Mjesto | Država                         | Plivač        | Vrijeme |
| ------ | ------------------------------ | ------------- | ------- |
| 1.     | SAD                            | Tim Shaw      |         |
| 2.     | SAD                            | Bruce Furniss |         |
| 3.     | Njemačka Demokratska Republika | Frank Pfütze  |         |

| Mjesto | Država | Plivačica         | Vrijeme (min) |
| ------ | ------ | ----------------- | ------------- |
| 1.     | SAD    | Shirley Babashoff |               |
| 2.     | SAD    | Jenny Turral      |               |
| 3.     | SAD    | Katherine Heddy   |               |

#### 1500 m + 800 m slobodno
| Mjesto | Država                 | Plivač        | Vrijeme (min) |
| ------ | ---------------------- | ------------- | ------------- |
| 1.     | SAD                    | Tim Shaw      |               |
| 2.     | SAD                    | Brian Goodell |               |
| 3.     | Ujedinjeno Kraljevstvo | David Parker  |               |

| Mjesto | Država | Plivačica         | Vrijeme (min) |
| ------ | ------ | ----------------- | ------------- |
| 1.     | SAD    | Jenny Turral      |               |
| 2.     | SAD    | Heather Greenwood |               |
| 3.     | SAD    | Shirley Babashoff |               |

### Leđni stil

#### 100 m leđno
| Mjesto | Država                         | Plivač         | Vrijeme (s) |
| ------ | ------------------------------ | -------------- | ----------- |
| 1.     | Njemačka Demokratska Republika | Roland Matthes |             |
| 2.     | SAD                            | John Murphy    |             |
| 3.     | SAD                            | Mel Nash       |             |

| Mjesto | Država                         | Plivačica      | Vrijeme (min) |
| ------ | ------------------------------ | -------------- | ------------- |
| 1.     | Njemačka Demokratska Republika | Ulrike Richter |               |
| 2.     | Njemačka Demokratska Republika | Birgit Treiber |               |
| 3.     | Kanada                         | Nancy Garapick |               |

#### 200 m leđno
| Mjesto | Država     | Plivač           | Vrijeme (min) |
| ------ | ---------- | ---------------- | ------------- |
| 1.     | Mađarska   | Zoltán Verrasztó |               |
| 2.     | Australija | Mark Tonelli     |               |
| 3.     | SAD        | Paul Hove        |               |

| Mjesto | Država                         | Plivačica      | Vrijeme (min) |
| ------ | ------------------------------ | -------------- | ------------- |
| 1.     | Njemačka Demokratska Republika | Birgit Treiber |               |
| 2.     | Kanada                         | Nancy Garapick |               |
| 3.     | Njemačka Demokratska Republika | Ulrike Richter |               |

### Prsni stil

#### 100 m prsno
| Mjesto | Država                 | Plivač           | Vrijeme (min) |
| ------ | ---------------------- | ---------------- | ------------- |
| 1.     | Ujedinjeno Kraljevstvo | David Wilkie     |               |
| 2.     | Japan                  | Nobutaka Taguchi |               |
| 3.     | Ujedinjeno Kraljevstvo | David Leigh      |               |

| Mjesto | Država                         | Plivačica       | Vrijeme (min) |
| ------ | ------------------------------ | --------------- | ------------- |
| 1.     | Njemačka Demokratska Republika | Hannelore Anke  |               |
| 2.     | Nizozemska                     | Wijda Mazereeuw |               |
| 3.     | SAD                            | Marcia Morey    |               |

#### 200 m prsno
| Mjesto | Država                 | Plivač         | Vrijeme (min) |
| ------ | ---------------------- | -------------- | ------------- |
| 1.     | Ujedinjeno Kraljevstvo | David Wilkie   |               |
| 2.     | SAD                    | Rick Colella   |               |
| 3.     | SSSR                   | Nikolay Pankin |               |

| Mjesto | Država                         | Plivačica       | Vrijeme (min) |
| ------ | ------------------------------ | --------------- | ------------- |
| 1.     | Njemačka Demokratska Republika | Hannelore Anke  |               |
| 2.     | Nizozemska                     | Wijda Mazereeuw |               |
| 3.     | Njemačka Demokratska Republika | Karla Linke     |               |

### Leptir stil

#### 100 m leptir
| Mjesto | Država                         | Plivač         | Vrijeme (s) |
| ------ | ------------------------------ | -------------- | ----------- |
| 1.     | SAD                            | Greg Jagenburg |             |
| 2.     | Njemačka Demokratska Republika | Roger Pyttel   |             |
| 3.     | SAD                            | Bill Forrester |             |

| Mjesto | Država                         | Plivačica        | Vrijeme (s) |
| ------ | ------------------------------ | ---------------- | ----------- |
| 1.     | Njemačka Demokratska Republika | Kornelia Ender   |             |
| 2.     | Njemačka Demokratska Republika | Rosemarie Kother |             |
| 3.     | SAD                            | Camille Wright   |             |

#### 200 m leptir
| Mjesto | Država                         | Plivač         | Vrijeme (min) |
| ------ | ------------------------------ | -------------- | ------------- |
| 1.     | SAD                            | Bill Forrester |               |
| 2.     | Njemačka Demokratska Republika | Roger Pyttel   |               |
| 3.     | Ujedinjeno Kraljevstvo         | Brian Brinkley |               |

| Mjesto | Država                         | Plivačica        | Vrijeme (min) |
| ------ | ------------------------------ | ---------------- | ------------- |
| 1.     | Njemačka Demokratska Republika | Rosemarie Kother |               |
| 2.     | SAD                            | Valerie Lee      |               |
| 3.     | Njemačka Demokratska Republika | Gabriele Wuschek |               |

### Mješovito

#### 200 m mješovito
| Mjesto | Država   | Plivač          | Vrijeme (min) |
| ------ | -------- | --------------- | ------------- |
| 1.     | Mađarska | András Hargitay |               |
| 2.     | SAD      | Steve Furniss   |               |
| 3.     | SSSR     | Andrei Smirnow  |               |

| Mjesto | Država                         | Plivačica       | Vrijeme (min) |
| ------ | ------------------------------ | --------------- | ------------- |
| 1.     | SAD                            | Katherine Heddy |               |
| 2.     | Njemačka Demokratska Republika | Ulrike Tauber   |               |
| 3.     | Njemačka Demokratska Republika | Angela Franke   |               |

#### 400 m mješovito
| Mjesto | Država      | Plivač               | Vrijeme (min) |
| ------ | ----------- | -------------------- | ------------- |
| 1.     | Mađarska    | András Hargitay      |               |
| 2.     | SSSR        | Andrei Smirnow       |               |
| 3.     | SR Njemačka | Hans-Joachim Geisler |               |

| Mjesto | Država                         | Plivačica       | Vrijeme (min) |
| ------ | ------------------------------ | --------------- | ------------- |
| 1.     | Njemačka Demokratska Republika | Ulrike Tauber   |               |
| 2.     | Njemačka Demokratska Republika | Karla Linke     |               |
| 3.     | SAD                            | Katherine Heddy |               |

## Štafetna natjecanja

### 4x100 m slobodno
| Mjesto | Država      | Plivači                                                   | Vrijeme (min) |
| ------ | ----------- | --------------------------------------------------------- | ------------- |
| 1.     | SAD         | Bruce Furniss James Montgomery Andy Coan John Murphy      |               |
| 2.     | SR Njemačka | Klaus Steinbach Dirk Braunleder Kersten Meier Peter Nocke |               |
| 3.     | Italija     | Roberto Pangaro Paolo Barelli C. Zei Marcello Guarducci   |               |

| Mjesto | Država                         | Plivačice                                                    | Vrijeme (min) |
| ------ | ------------------------------ | ------------------------------------------------------------ | ------------- |
| 1.     | Njemačka Demokratska Republika | Kornelia Ender Claudia Hempel Barbara Krause Ute Brückner    |               |
| 2.     | SAD                            | Katherine Heddy Karen Reeser Kelley Rowell Shirley Babashoff |               |
| 3.     | Kanada                         | Gail Amundrud Jill Quirk Becky Smith Anne Jardin             |               |

### 4x200 m slobodno
| Muškarci - 4x200 m slobodno \| Mjesto \| Država \| Plivači \| Vrijeme (min) \| \| ------ \| ---------------------- \| ------------------------------------------------------------- \| ------------- \| \| 1. \| SR Njemačka \| Klaus Steinbach Werner Lampe Hans-Joachim Geisler Peter Nocke \| \| \| 2. \| Ujedinjeno Kraljevstvo \| Alan McClatchey Brian Brinkley Jameson Gordon Downie \| \| \| 3. \| SSSR \| Samsonow Rybakow Wiktor Aboimow Andrej Krylow \| \| | Žene - 4x200 m slobodno Utrka nije bila u programu natjecanja. |                                                               |               |
| Mjesto | Država                                                         | Plivači                                                       | Vrijeme (min) |
| 1. | SR Njemačka                                                    | Klaus Steinbach Werner Lampe Hans-Joachim Geisler Peter Nocke |               |
| 2. | Ujedinjeno Kraljevstvo                                         | Alan McClatchey Brian Brinkley Jameson Gordon Downie          |               |
| 3. | SSSR                                                           | Samsonow Rybakow Wiktor Aboimow Andrej Krylow                 |               |

### 4x100 m mješovito
| Mjesto | Država                 | Plivači                                                | Vrijeme (min) |
| ------ | ---------------------- | ------------------------------------------------------ | ------------- |
| 1.     | SAD                    | John Murphy Rick Colella Greg Jagenburg Andy Coan      |               |
| 2.     | SR Njemačka            | Klaus Steinbach Walter Kusch Michael Kraus Peter Nocke |               |
| 3.     | Ujedinjeno Kraljevstvo | James Carter David Wilkie Brian Brinkley Gordon Downie |               |

| Mjesto | Država                         | Plivačice                                                     | Vrijeme (min) |
| ------ | ------------------------------ | ------------------------------------------------------------- | ------------- |
| 1.     | Njemačka Demokratska Republika | Ulrike Richter Hannelore Anke Rosemarie Kother Kornelia Ender |               |
| 2.     | SAD                            | Linda Jezek Marcia Morey Camille Wright Shirley Babashoff     |               |
| 3.     | Nizozemska                     | Paula van Eyck Wijda Mazareeuw José Damen Enith Brigitha      |               |